# Emilio Gola
Emilio Gola (Milano, 22 febbraio 1851 – Milano, 21 dicembre 1923) è stato un pittore e ingegnere italiano.

## Biografia

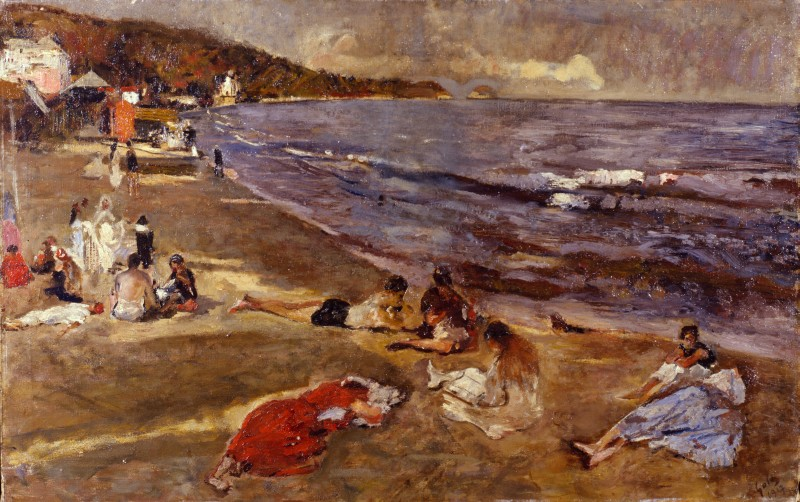
Sulla spiaggia di Alassio, 1917 (Fondazione Cariplo)

Di nobili origini, è incoraggiato all'arte fin da adolescente dal padre Carlo, pittore dilettante. Nel 1873 consegue la laurea in Ingegneria industriale al Regio Istituto Tecnico Superiore (futuro Politecnico di Milano); contemporaneamente si dedica alla pittura sotto la guida di Sebastiano De Albertis, completando la sua formazione con ripetuti viaggi nei Paesi Bassi e a Parigi. Di temperamento emotivo, dipinge con vivacità, con larga propensione verso il verismo.
Esordisce all'Esposizione di belle arti dell'Brera nel 1879, cui segue la partecipazione costante a rassegne nazionali e ottiene grandi riconoscimenti ufficiali a livello europeo. Apprezzato ritrattista fin dagli anni ottanta, tra i suoi soggetti preferiti ricorrono figure femminili della nobiltà milanese, rappresentate nella loro dimensione mondana e in un naturalismo vigoroso. Compie viaggi di studio e formazione in Inghilterra e a Parigi si reca per conoscere Édouard Manet.
Alla produzione di ritratti Emilio Gola affianca un ricco repertorio di vedute di Milano e di paesaggi brianzoli, tradotti con un'accensione cromatica forte, che costituisce la sua cifra stilistica. Resta tuttavia ancorato ad un impressionismo di matrice lombarda, ricco di chiaroscuri forti e vigorosi. È attivo tra la Liguria e Venezia. Nella sua produzione tarda sono presenti marine, realizzate con grande sintesi formale ed intensità espressiva.
Se l'impressionismo tende a sfrangiare la luce, quello del Gola tende invece ad aggrumarla, con effetti di plasticità singolare, sfogata in densa vibrazione di colore.
Viene cremato nel Tempio Crematorio del Cimitero Monumentale di Milano, dove vengono conservate le ceneri.

## Galleria d'immagini

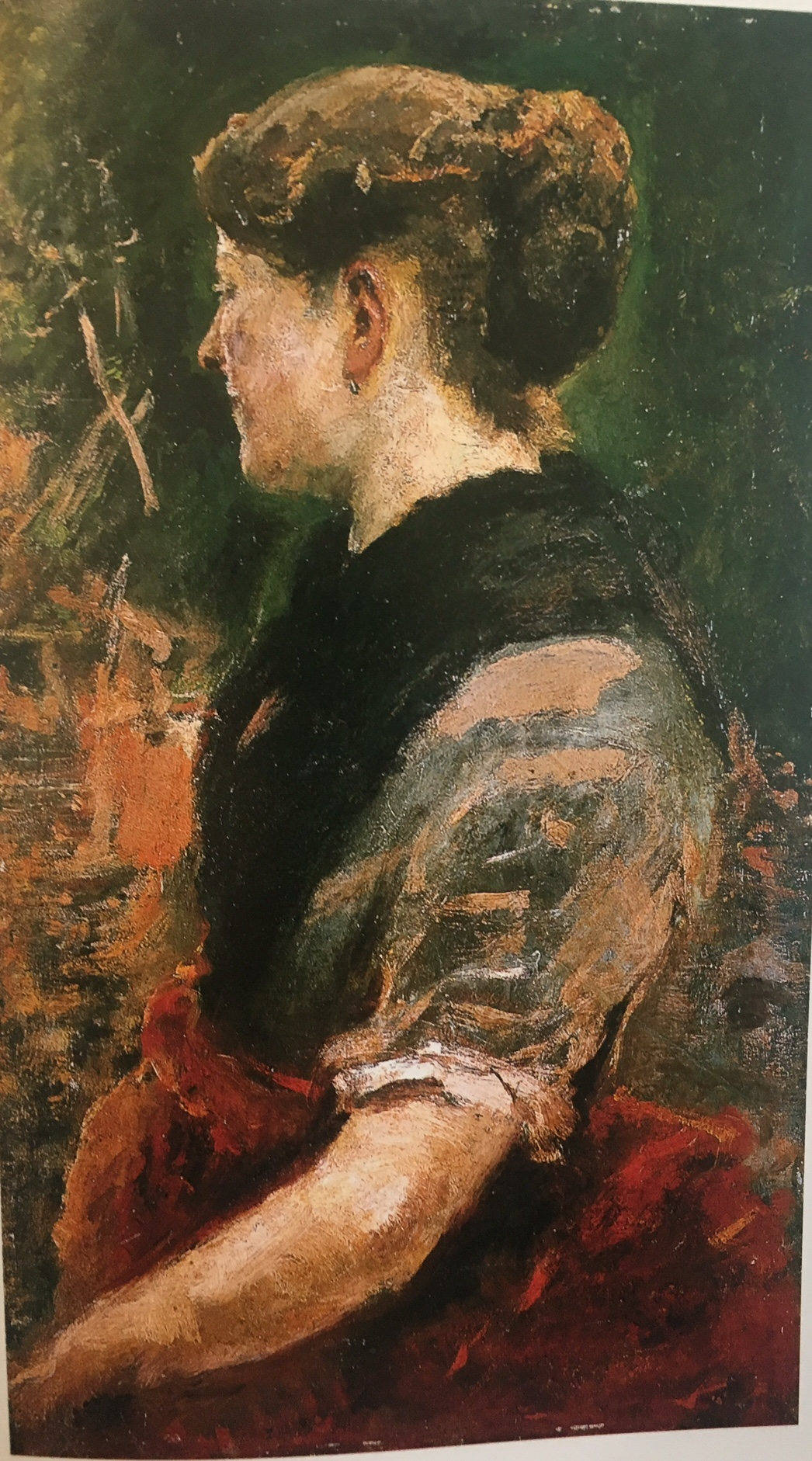
Donna di profilo, Galleria Mainetti - Milano
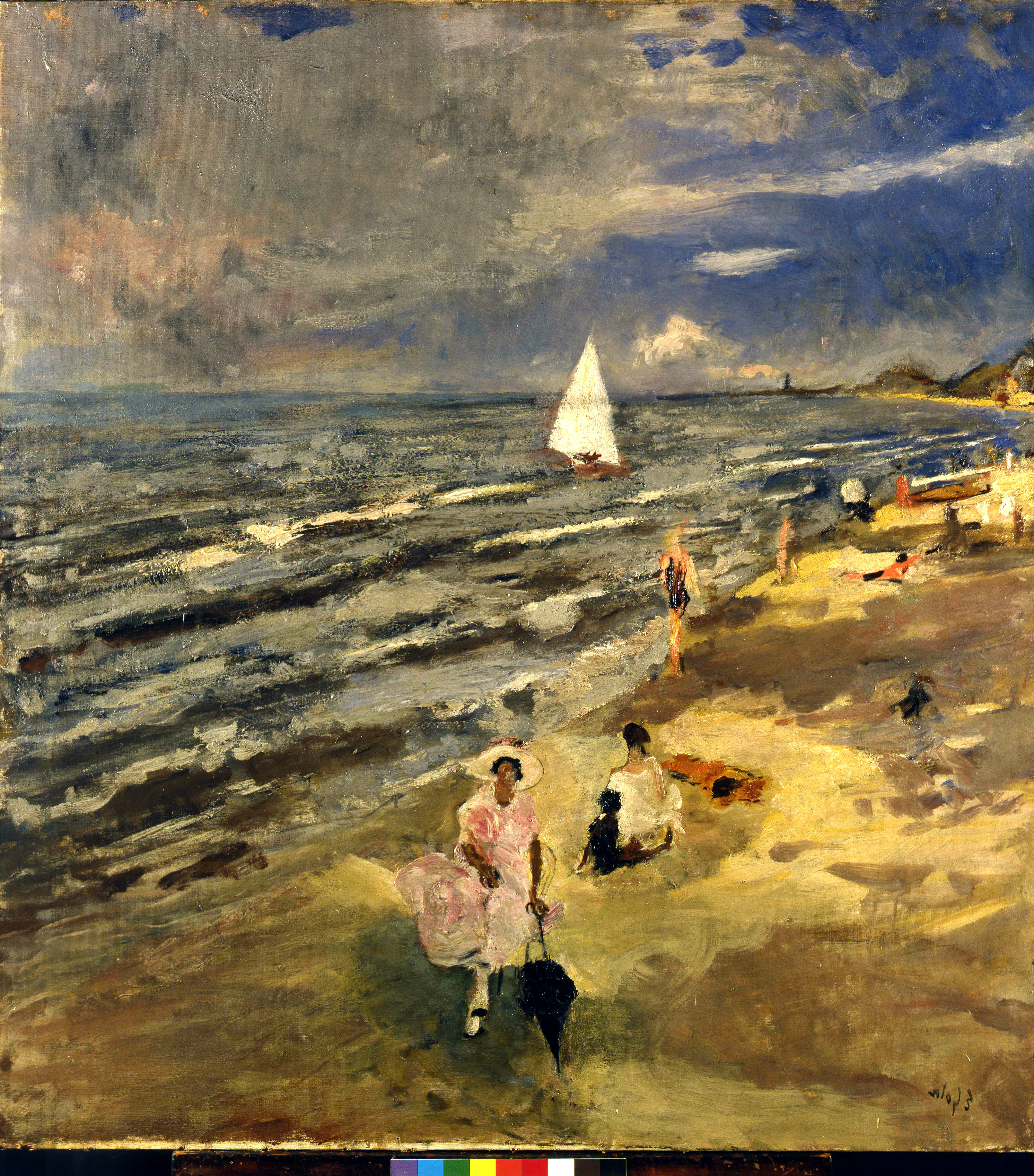
Spiaggia, Galleria Mainetti - Milano